# ZF Sachs
ZF Sachs AG – niemiecki producent motocykli, motorowerów i rowerów, założony w 1895 roku w mieście Schweinfurt przez wynalazcę Ernesta Sachsa (1867-1932) i Karla Fichtela.
W 2003 roku przedsiębiorstwo zatrudniało 16 511 pracowników w 19 krajach i miało obrót na poziomie 2,1 miliarda euro.
Dziś firma produkuje głównie części silnikowe i osprzęt rowerowy, jest też właścicielem takich marek, jak:
Hercules, Rabeneick, Huret, Maillard oraz Sedis.